# Українська вівчарка
Українська вівчарка — порода собак-вівчарок, відома в українських степах з пізнього середньовіччя. Родич комондора, «половецької вівчарки». Має грубу кудлату шерсть світлого кольору, дуже злісний характер; слухається лише одного господаря.

## Назва
- Украї́нська вівча́рка (англ. Ukrainian Shepherd, Ukrainian Shepherd Dog, Ukrainian Sheepdog) — українська новітня назва[1].
- Кундель-степовик[2]
- Татарська вівчарка
- Кримська вівчарка
- Південноросійська (Південнору́ська) вівча́рка (від рос. Южнорусская овчарка; англ. South Russian Sheepdog) — російська спроба привласнити назву в 19 ст.
- Українська вівчарка-вовкодав
- Український вовкодав
- Український кундель

## Історія і призначення
Походження української вівчарки нез'ясоване. Собак цієї породи розводили в українських степах і Криму. Їх предком вважається половецький собака (т. зв. кримськотатарська вівчарка) — чабанський барак («кудлатий собака»). Багато хто з власників великих отар тримали в степах спеціальні розплідники для українських вівчарок, де собак розводили й відправляли потім в отари. Деякі багатії, вихваляючись своїми вівцями, казали, що вони мають тисячі собак. Тим часом отару, що нараховувала 1000 — 1500 овець, охороняли всього 3—4 вівчарки.
Українські вівчарки працювали у степах, оберігаючи великі отари. Це й сформувало породу — для захисту від вовків і злодіїв потрібні були великі, дуже сильні й злі собаки.
Поступово степи освоювалися, зменшилася кількість вовків, почало скорочуватись і поголів'я вівчарок. Найкращі собаки зберігалися в маєтку Фальц-Фейнів. У славетній Асканії-Новій для охорони своїх черід він тримав до двох тисяч добірних українських вівчарок. Саме тут наприкінці XIX століття і був сформований породний тип української вівчарки. До речі, ця порода дуже добре показала себе в Європі, а у Франції українських вівчарок навіть внесли в список поліцейських собак.
Але історія цієї породи трагічна. На початку XX століття з приходом радянської влади в Україні на замовлення Держторгу СРСР було знищено близько 4-х тисяч собак на шкури. Але частину собак врятували ентузіасти. Вони в 30-х роках минулого століття привезли тварин на виставку до Києва, а в 1933 році створили в Джанкої племінний завод для їх розведення.
Друга світова війна знову поставила породу на межу зникнення. Цих безстрашних та відданих собак знищували й нацисти, і загони НКВС, які виселяли татар з їх рідного півострова. Але ті собаки, які ще до війни були вивезені в Москву, залишилися живими. І завдяки цьому порода збереглася.
Зараз у цієї породи відбувається ренесанс. У Миколаєві діє Національний Центр з методичної та селекційної роботи. Найкращі представники породи зосереджені також у розплідниках Одеської, Херсонської областей, а також в Криму. Це чудовий собака для заміських котеджів, для фермерів. Має хороші робочі якості, у наш час використовується для охорони.

## Зовнішній вигляд
Шерсть у них довга, груба, кошлата й легко збивається в повсть. Ця повсть забезпечує собаці надійний захист від степових буранів, негоди, від вовчих зубів і від ударів нагайкою. Довгий «чубчик», «вуса» й «борода», зовсім закриваючи голову, захищають очі від пилу й комах. Колір білий, сірий або світлопалевий.

## Характер
Українська вівчарка — кмітливий, самодостатній, упевнений у собі й рухливий собака, схильний до прийняття самостійних рішень. Українські вівчарки — собаки злісні, недовірливі до сторонніх, віддані хазяїнові та членам сім'ї, невибагливі, легко пристосовуються до різних кліматичних умов. Це собака одного господаря, він вибирає серед членів сім'ї єдину людину, яку беззаперечно слухатиметься. Українська вівчарка вважає дім і родину своєю власністю, і їх вона буде намагатися охороняти навіть у юному віці. Якщо цуценя української вівчарки з'явилося в домі в цуценячому або підлітковому віці, воно з легкістю приживеться з усіма домочадцями, включаючи інших тварин. Враховуючи, що українські вівчарки мають вроджену злостивість, до виховання цуценяти треба підходити з усією відповідальністю, щоб не отримати в результаті злісну і некеровану тварину. Цей собака не підходить літнім людям та людям зі слабким здоров'ям, тому що потребує активного способу життя.